# Jean-Michel Chevotet

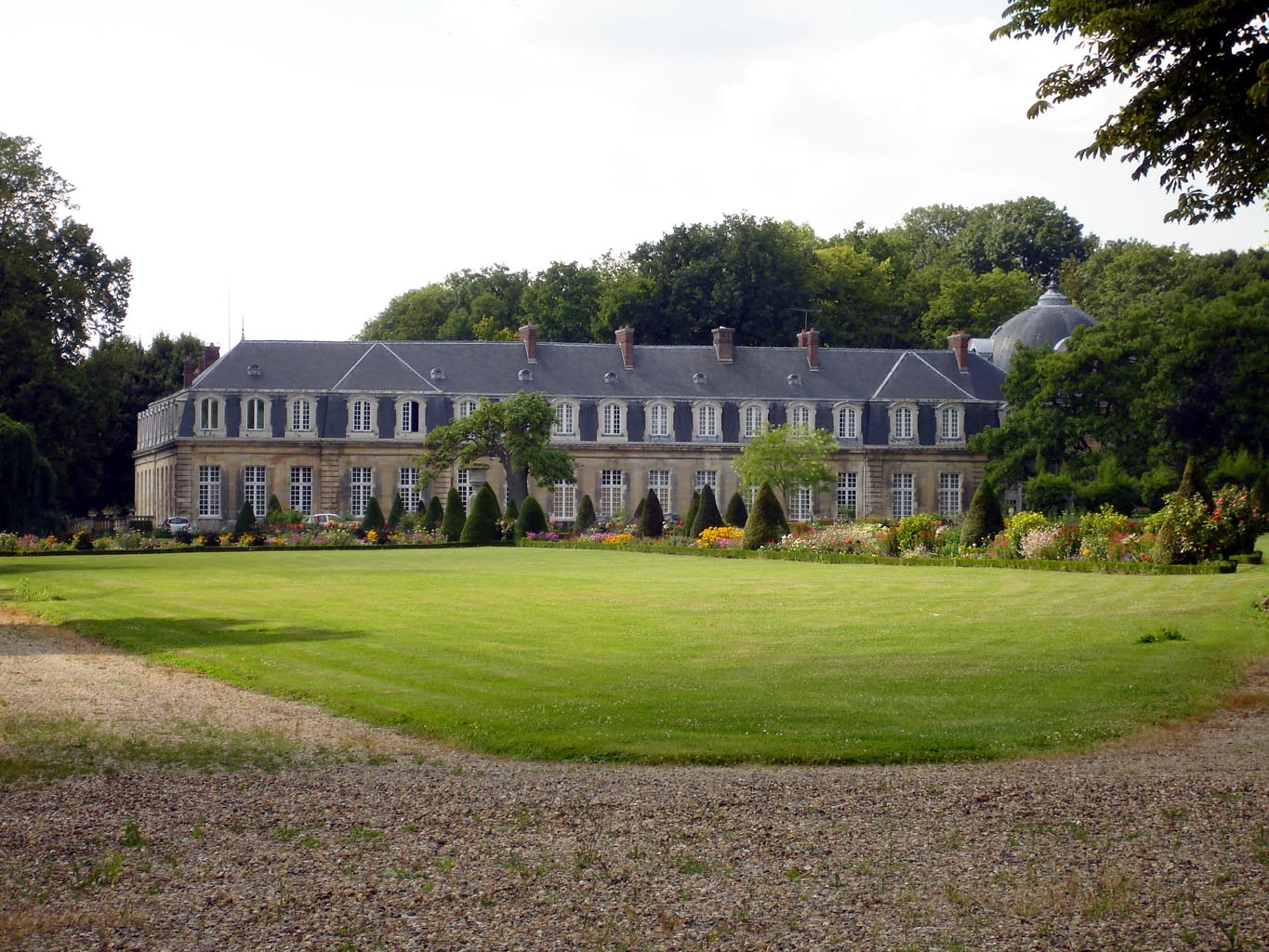
Château de Arnouville-les-Gonesse.

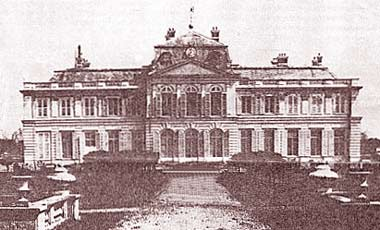
Château de Petit-Bourg.

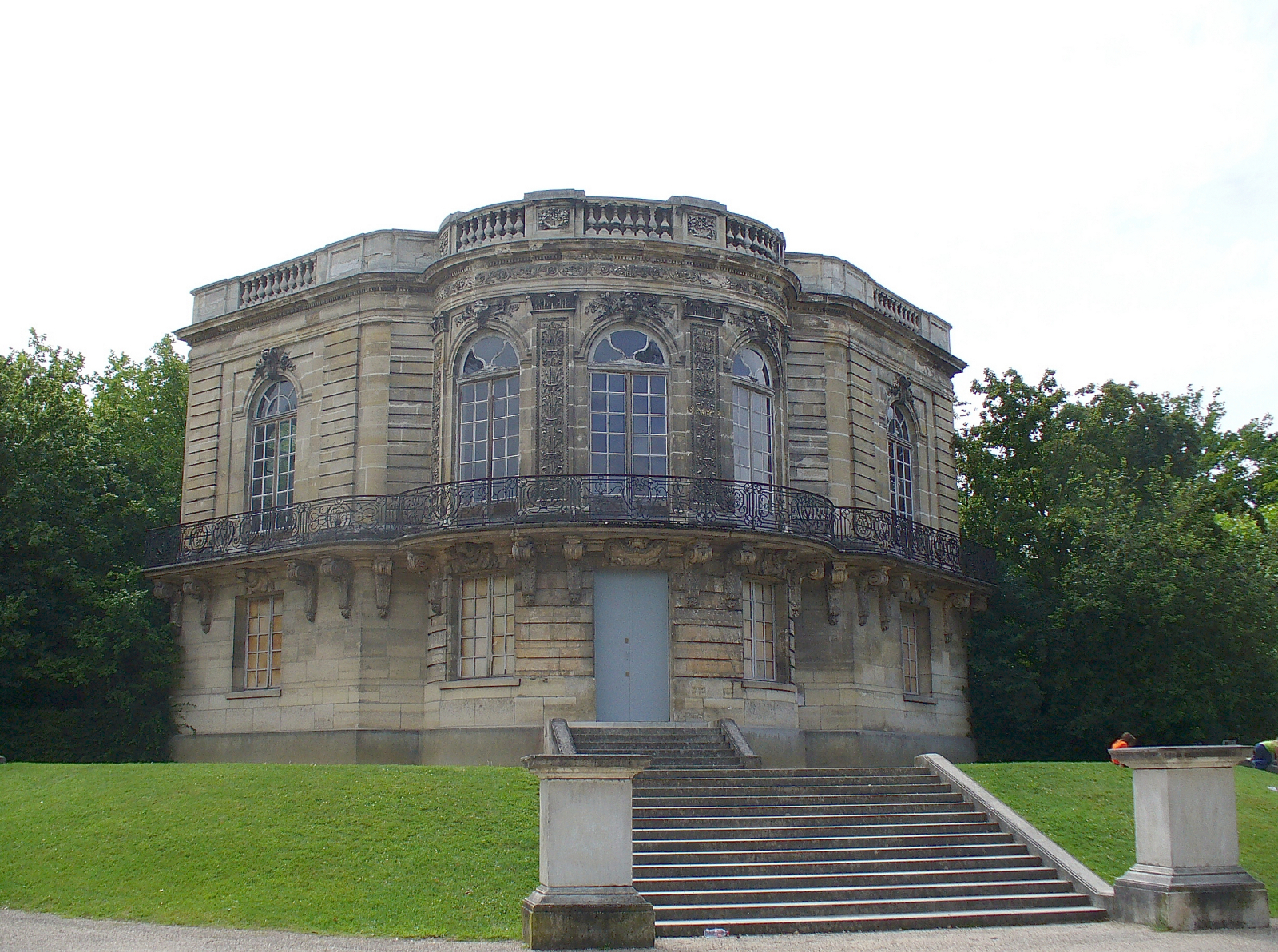
Pabellón de Hannover (ricostruito).

Jean-Michel Chevotet (Parigi, 11 luglio 1698 – Parigi, 4 dicembre 1772) è stato un architetto francese.

## Biografia
Insieme a Pierre Contant d'Ivry fu uno dei principali architetti parigini  dell'epoca, a cavallo fra lo stile rococò francese, definito "Stile Luigi XV" e il cosiddetto "Goût grec" (letteralemente "gusto greco) stile che anticipa il neoclassicismo. Su nipote fu lo scrittore Pierre-Jean-Baptiste Chaussard.
Nel 1772 Chevotet vinse il Prix de Rome istituito da  l'Académie royale d'architecture con uno studio sull'Arc de Triomphe.